# Adolf Friedrich Reinhard
Adolf Friedrich Reinhard (* 19. Januar 1726 in Strelitz; † 6. August 1783 in Wetzlar) war ein deutscher Jurist und Publizist.
Der Sohn eines Hofrates und Advokaten studierte Jura und Theologie in Thorn und Halle. 1748 wurde Reinhard Sekretär der Justizkanzlei in Neustrelitz. 1770 berief ihn Herzog Friedrich von Mecklenburg zum Professor an der Universität Bützow. 1779 wurde er an das Reichskammergericht in Wetzlar berufen. Danach erhielt er den kaiserlichen Adelstitel.
In seiner Publizistik polemisierte Reinhard gegen Lessing, Herder, Wieland, Klopstock und Alexander Pope sowie gegen Leibniz und Christian Wolff.

## Schriften (Auswahl)
- Sammlung einiger Gedichte. Göttingen 1753.
- Vergleichung des Lehrgebäudes des Herrn Pope von der Vollkommenheit der Welt mit dem System des Herrn von Leibnitz. Leipzig 1757.
- Abhandlung von der beßten Welt. Greifswald 1757 (Digitalisat in der Digitalen Bibliothek Mecklenburg-Vorpommern).
- System der Wesen. Göttingen 1768 und 1770.
- Beurtheilung der Ramlerschen Oden. Hamburg 1773.